# Goe
Goe, nordisk mytologi, var enligt den mytiska fornsagan (Orkneyinga saga) sonsonsons sondotter av jätten Fornjot. 
Fornjot hade tre söner och en av dem hette Kare. Kare hade en son, Froste, som var far till Snö den gamle. Sonen till Snö hette Torre. Torre var enligt mytologin kung av Gotland, Kvänland och Finland. Från det att kvänerna offrade åt honom uppkallades nuvarande januari månad för torre-månad eller torsmånad. Torre hade två söner Nor och Gor samt en dotter, Goe. Dottern försvann spårlöst varmed offertidpunkten kom att flyttas fram en månad, varmed månaden döptes till göjemånad (=februari). Goe återfanns emellertid av Nor och Gor, som fann henne bortrövad och bortgift med en kung i Hedemarken.
Goe  är troligen samma sak som isl. gói, som även kan skrivas gæ, vilket betyder "tunn snö" eller "spårsnö" (se göjemånad). Med stor sannolikhet är myten en personifikation av en naturföreteelse.

## Källhänvisningar
- Goe i Nordisk familjebok (andra upplagan, 1908)

- Hversu Nóregr byggðist Första kapitlet. (På norska)
- Fundinn Nóregr Första och andra kapitlet i Orkneyinga saga. (På danska)